# Synagoga v Pacově
Bývalá synagoga v Pacově stojí v ulici Jana Autengrubera č.p. 318 jižně od náměstí Svobody.
Po požáru v roce 1933 došlo k přestavbě,  od roku 1956 je využívána jako sklad  a veřejnosti není přístupná. Domek správce č.p. 177 se nedochoval. 
V obci se také nachází židovský hřbitov.
Objekt, který desítky let sloužil jako sklad, koupil v prosinci roku 2018 spolek Tikkun od soukromého vlastníka za asi 950 000 korun. Vnější podoba synagogy by se po plánovaných opravách měla vrátit do 2. poloviny 19. století.